# Huang Yinbao
Huang Yinbao (en chinois : 黄银宝; en pinyin : Huáng Yínbǎo; IPA : [xu̯ǎŋ ǐn.pàʊ̯]), né le 2 août 1962, est un agronome, économiste et entrepreneur chinois, président de la compagnie d’investissement Ora Ponto et président du centre espérantophone Ora Ponto (eo) (« pont doré », en espéranto). Il a appris l’espéranto en 1983 et a fondé l’association espérantophone internationale d’agriculture en collaboration avec d’autres spécialistes du domaine dans d’autres pays. En décembre 2017, il a été proclamé espérantiste de l'année 2017,,.

## Activités
Il a publié des dizaines de rapports scientifiques en espéranto à propos de l’agriculture dans les revues Scienca Revuo (eo) et dans Internacia Agrikulturo. Il est rédacteur en chef et coordonnateur de la version espérantophone du Courrier de l'Unesco depuis juillet 2017. Le 1er janvier 2017, il a également fondé la revue espérantophone indépendante Tra la mondo (eo).
Dans le domaine de l'éducation et de la formation, il a tenu un discours en 2014 lors du 99e congrès mondial d’espéranto, et une conférence à IUK. Il a aussi guidé deux séminaires AMO (eo) en aout 2014 et février 2016. Il est relecteur linguistique de la revue pédagogique Juna Amiko (eo) depuis 2015. Pendant le 41e séminaire AMO, il a tenu un discours à propos du Courrier de l'Unesco en espéranto et du site Internet de l’Unesco.

## Postes en Espérantie
Il a été secrétaire de la ligue internationale des enseignants d'espéranto (2011-2012), a travaillé pour Esperanto-Insulo (2010-2012), est conseiller de la ligue chinoise d'espéranto (eo) depuis 2013, vice-secrétaire de la ligue des enseignants chinois d'espéranto depuis 2012, conseiller de l’association mondiale d'espéranto (UEA) et intermédiaire d’UEA depuis 2013, membre catégorie A du conseil d'administration de l'Association mondiale d'espéranto depuis 2016, membre du bureau de l’association scientifique internationale d'espéranto (eo) depuis 2017.
Il a reçu un diplôme d'action exemplaire de l'UEA en 2012, ainsi que deux diplômes de la ligue chinoise d'espéranto pour des actions exemplaires en lien avec l’Espérantie, en 2009-2011 et 2012-2013. Il est intermédiaire pour la revue Monato et de La Ondo de Esperanto depuis 2014, et bénévole au siège de l’association mondiale d’espéranto depuis le 2 septembre 2016.